# Yves Millet
Yves Millet (7 mars 1920 - 22 décembre 2000) est un universitaire français spécialiste d'études slaves, agrégé d'allemand, nommé en 1965 professeur de tchèque à l'École nationale des langues orientales vivantes devenue Institut national des langues et civilisations orientales.
Il a assuré la présidence de la Société de linguistique de Paris et de l'Institut d'études slaves.

## Décorations
- Chevalier de l'ordre des Palmes académiques (1972) au titre de « professeur à l'institut national des langues et civilisations orientales à Paris »[2]